# غاريقون أساتي
غاريقون أساتي (الاسم العلمي:Agaricus essettei ) هو نوع الفطريات يتبع جنس الغاريقون من الفصيلة الغاريقونية.